# Peter Wilhelm Werhahn

Peter Wilhelm Werhahn (1802–1871)

Peter Wilhelm Werhahn, auch Peter Guilleaume Werhahn, (* 17. März 1802 in Büderich; † 16. Mai 1871 in Neuss) war ein Holzhändler und Sägewerksbesitzer in Büderich und Neuss. Er begründete den Aufstieg der Familie Werhahn zu einer der einflussreichsten Unternehmerfamilien des Rheinlands.

## Leben
Peter Guilleaume Werhahn war bäuerlicher Herkunft. Geboren wurde er 1802 auf dem Dyckhof, einem Gutshof bei Büderich, den sein Vater zu diesem Zeitpunkt gepachtet hatte und wenige Jahre später kaufte. Als junger Mann übersiedelte Peter Wilhelm Werhahn nach Neuss und heiratete Magdalene Kallen, eine Tochter der Neusser Patrizierfamilie Kallen, die zu allen einflussreichen Neusser Familien einschließlich des späteren Kölner Kardinal-Erzbischofs Josef Frings in verwandtschaftlichem Verhältnis stand. Das streng katholische Ehepaar zeugte vier Söhne, Peter, Wilhelm, Franz und Paul sowie eine Tochter, Sophie.
Anfangs handelte Werhahn mit „Grabmonumenten in äußerst billiger Berechnung von 12 Thalern an aufwärts“. Dies ergänzte er durch Handel mit Holz aus eigenem Wald. Dank Fleiß und Sparsamkeit kam im Laufe der Jahre ein Sägewerk hinzu. Abgerundet wurde das Unternehmen durch einen Landhandel mit Getreide und importierten Düngemitteln: Guano aus Peru und Salpeter aus Chile.
Bei seinem Tode hinterließ er seinen Kindern ein ansehnliches Handelsgeschäft. Noch auf dem Sterbebett nahm er ihnen das Versprechen ab, dieses ungeteilt gemeinsam zu mehren, was sie durch Gründung der oHG Wilh. Werhahn (heute Wilh. Werhahn KG) verwirklichten. Sein ältester Sohn Peter Werhahn übernahm darin die Stellung des Vaters und nutzte die aus dem Boom nach dem Sieg im Deutsch-Französischen Krieg in den Gründerjahren sich ergebende Chance.